# 恭子内親王
恭子内親王（きょうしないしんのう）は、醍醐天皇第3皇女。賀茂斎院。母は更衣・藤原鮮子（藤原連永の娘）。朱雀天皇、村上天皇らの異母姉で、同母弟妹に代明親王、婉子内親王（賀茂斎院）がいた。
延喜3年（903年）2月19日、斎院に卜定。延喜4年（904年）、3歳で内親王宣下を受ける。延喜15年（915年）5月4日、母・鮮子の死去にともない在任13年で斎院を退く。同年11月8日、母の後を追うように14歳で薨去。